# Trinomys paratus
Trinomys paratus é uma espécie de roedor da família Echimyidae.
É endêmica do Brasil, onde pode ser encontrada nos estado do Rio de Janeiro e Espírito Santo.